# Проспект Науки (Харьков)
Проспе́кт Нау́ки (укр. проспект Науки, до 2016 г. проспект Ленина) — одна из основных улиц города Харькова. Берёт своё начало от площади Свободы в Нагорном районе, проходит по Загоспромью, Шатиловке и заканчивается перекрёстком с улицей Деревянко на Павловом Поле у границы Лесопарка.
До ноября 2015 года проспект носил имя Ленина, был переименован в рамках закона о декоммунизации.

## История
Строительство началось в 1930-х годах. Проспект, наравне с радиальными улицами Анри Барбюса, Ромена Роллана и Ярослава Галана (ныне Литературной), входил в архитектурный комплекс площади Дзержинского (сейчас Свободы) под названием 3-я Радиальная улица.
Тогда же на будущем проспекте развернулось масштабное строительство жилых кооперативов, был построен и в мае 1934 года сдан в эксплуатацию первый корпус Дома специалистов на перекрёстке с проспектом Правды (тогда Кольцевая-1), началась подготовка к возведению корпуса мединститута. Последний был построен только после войны.
В 1945 году на месте разрушенного корпуса Харьковского инженерно-строительного института (ХИСИ, построен в 1930-м), было построено здание нынешнего ХНУРЭ, в котором изначально располагался Харьковский горный институт.
До 1960-х проспект доходил до Саржина яра. На нём находились вышеупомянутые университеты, жилые дома и множество НИИ разнообразных направлений. Затем строительство продолжилось на север, и проспект дошёл до Лесопарка, соединившись с перпендикулярной ему улицей Деревянко.

## Достопримечательности

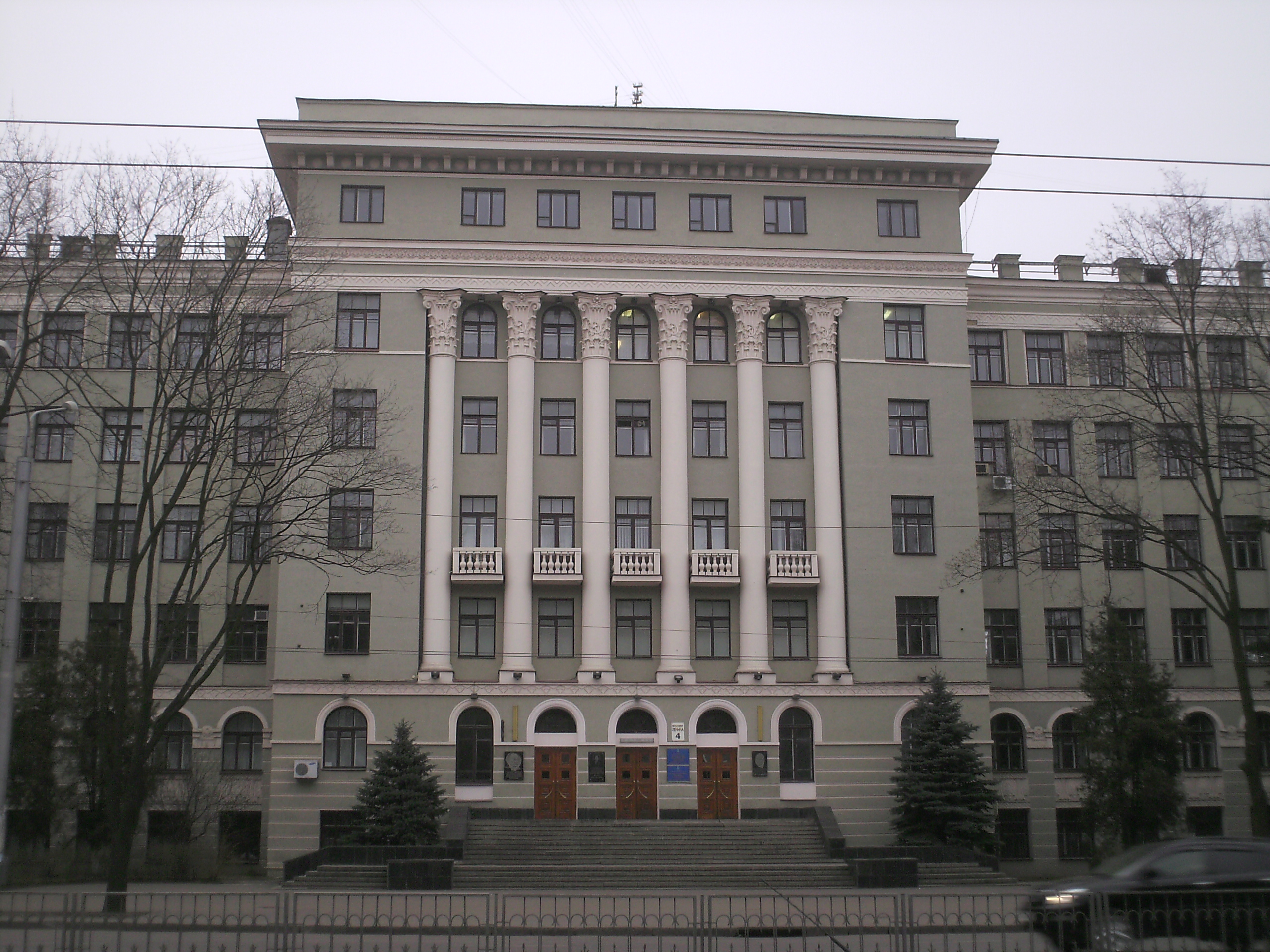
Мединститут
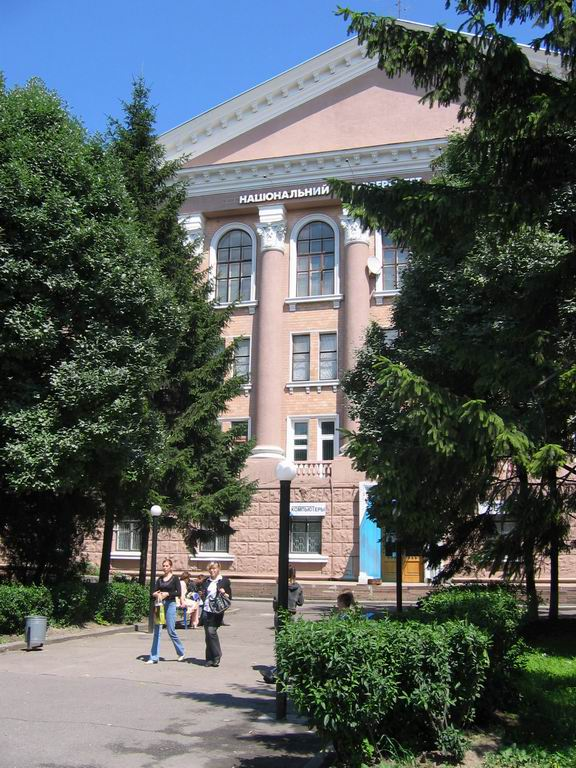
ХНУРЭ
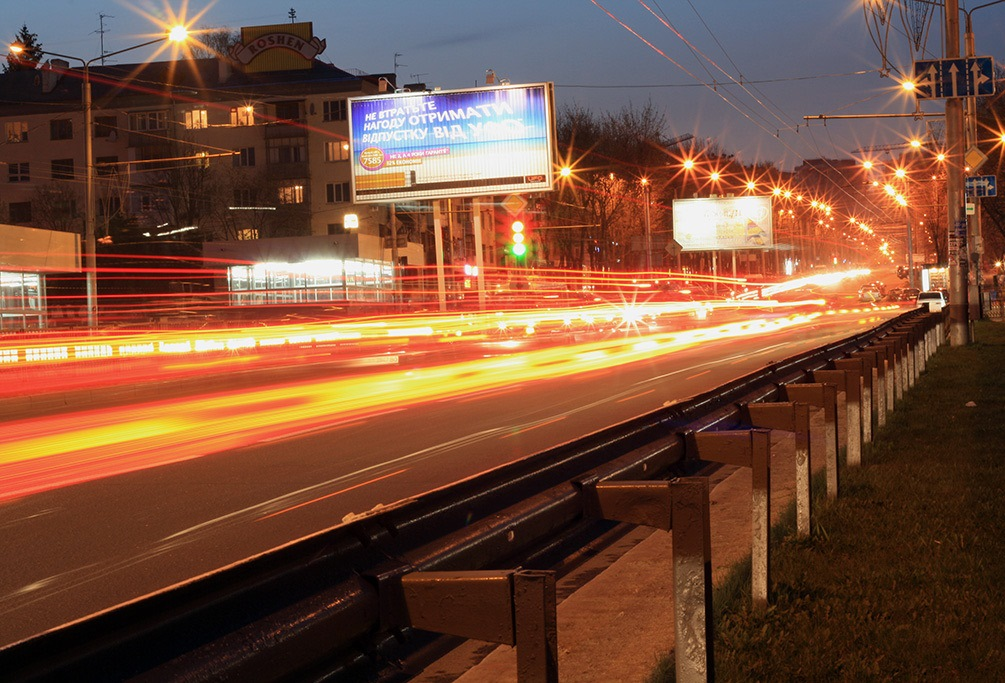
Проспект ночью

- Начало проспекта — памятник казаку Харько;
- проспект Науки, 4 — Харьковский национальный медицинский университет;
- проспект Науки, 9-а — Харьковский национальный экономический университет;
- проспект Науки, 14 — Харьковский национальный университет радиоэлектроники;
- проспект Науки, 27а — гостиница «Мир»;
- проспект Науки, 38 — Дом проектов;
- Саржин яр — ботанический сад ХНУ им. В. Н. Каразина (фактически находится на улице Отакара Яроша, 24);
- перекрёсток с ул. 23 Августа — памятник Воину-освободителю;
- проспект Науки, 47 — Физико-технический институт низких температур.

## Транспорт
По проспекту следуют два маршрута троллейбуса (№ 2, № 18) и около 20 автобусных. На большей протяженности проспекта под ним проходит часть Алексеевской линии метро с выходами на станциях «Научная», «Ботанический сад» и «23 Августа».

## Достопримечательности
- Мединститут
- ХНУРЭ
- Проспект ночью